# Marles-en-Brie
Marles-en-Brie ist eine französische Gemeinde mit 1.889 Einwohnern (Stand: 1. Januar 2022) im Département Seine-et-Marne in der Region Île-de-France. Sie gehört zum Arrondissement Provins und zum Kanton Fontenay-Trésigny (bis 2015: Kanton Rozay-en-Brie).
Die Einwohner werden Marlois genannt.

## Geographie
Marles-en-Brie liegt etwa 40 Kilometer ostsüdöstlich von Paris. An der nördlichen Gemeindegrenze verläuft der Breon.

### Nachbargemeinden
Umgeben ist Marles-en-Brie von den Gemeinden La Houssaye-en-Brie im Norden, Crèvecœur-en-Brie im Norden und Nordosten, Lumigny-Nesles-Ormeaux im Osten, Fontenay-Trésigny im Süden, Châtres im Westen sowie Les Chapelles-Bourbon im Nordwesten.

## Bevölkerungsentwicklung
| Jahr      | 1962 | 1968 | 1975 | 1982 | 1990 | 1999 | 2006 | 2013 |
| Einwohner | 545  | 541  | 664  | 853  | 1095 | 1294 | 1409 | 1484 |

## Sehenswürdigkeiten
- Kirche Saint-Germain aus dem 13. Jahrhundert, seit 1922 Monument historique
- Schloss La Ferté aus dem 19. Jahrhundert

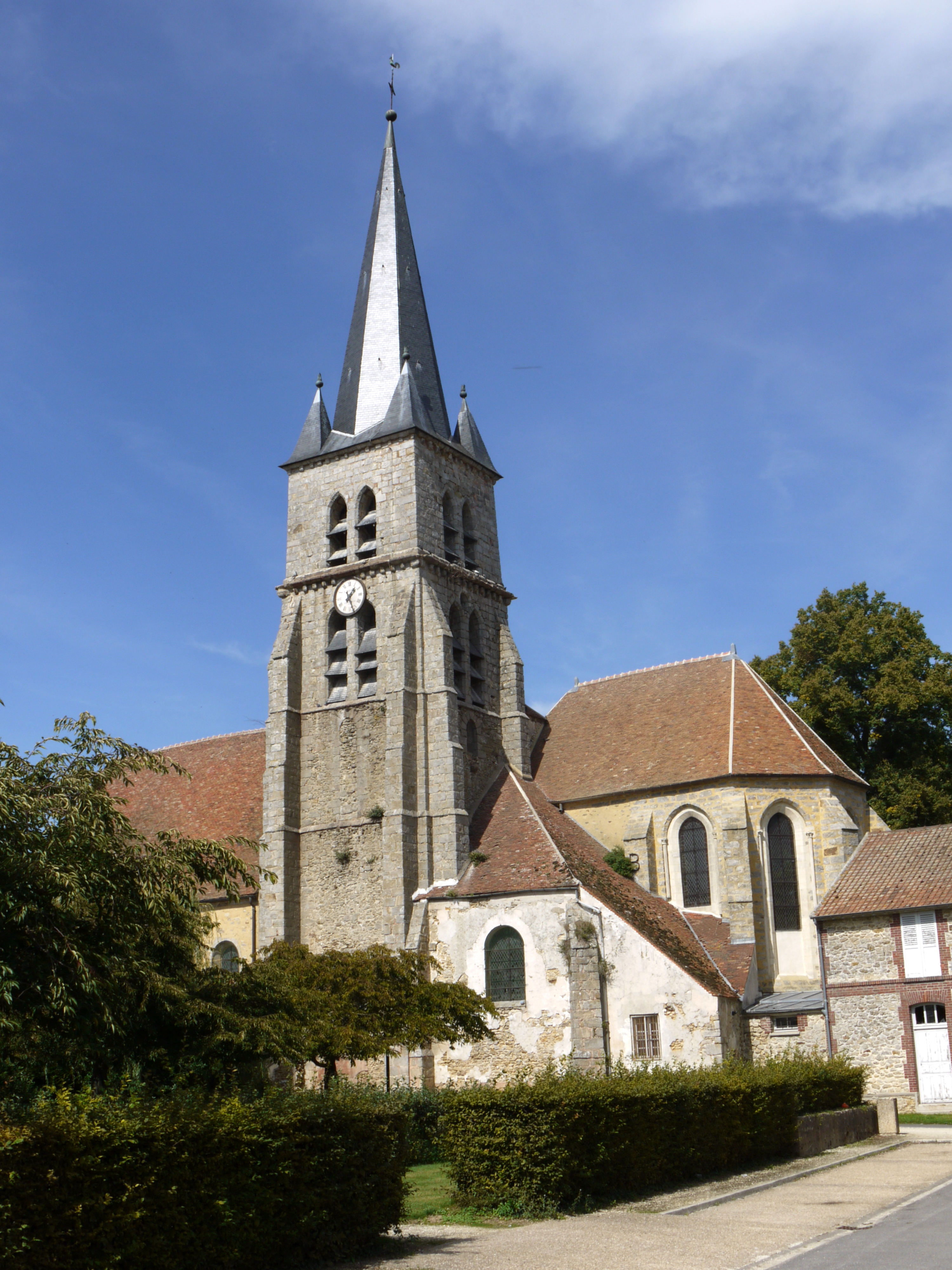
Kirche Saint-Germain